# Luiz Felipe (football, 1997)
Pour les articles homonymes, voir Luiz Felipe.
Luiz Felipe Ramos Marchi, plus communément appelé Luiz Felipe Ramos ou Luiz Felipe, né le 22 mars 1997 à Colina au Brésil, est un footballeur international italien qui évolue au poste de défenseur central au Rayo Vallecano.

## Biographie

### Carrière en club

#### Ituano FC (2015-2016)
Né à Colina, dans l'État de São Paulo au Brésil, il commence sa carrière au Ituano FC.

#### US Salernitana (2016-2017)
En août 2016, Luiz Felipe s'engage en faveur de la Lazio Rome. Il est cependant directement prêté à l'US Salernitana pour la saison 2016-2017 de Serie B. Le 9 octobre 2016, pour son premier match avec Salernitana face au Bénévent Calcio, il est titulaire en défense centrale et marque également son premier but, participant à la victoire de son équipe (2-1). En tout il ne joue que sept matchs pour un but cette saison-là.

#### Lazio Rome (2017-2022)
Luiz Felipe est de retour à la Lazio pour la saison 2017-2018, où il intègre l'équipe première. Il joue son premier match pour la Lazio le 10 septembre 2017, lors d'un match de championnat remporté par son équipe sur le score de quatre buts à un face au Milan AC. Quatre jours plus tard il découvre la Ligue Europa en connaissant sa première titularisation, face au Vitesse Arnhem. Il est remplacé à la mi-temps par Ciro Immobile et son équipe s'impose finalement par trois buts à deux. Lors de sa première saison avec la Lazio il a un rôle de joueur de rotation, étant notamment barré par les titulaires Ștefan Radu, Stefan de Vrij et devant composé avec la concurrence de Bastos notamment.
Le 26 décembre 2018, il inscrit son premier but pour la Lazio, face au Bologne FC, en championnat. Il reprend de la tête un ballon délivré par Luis Alberto pour ouvrir le score, et son équipe remporte la partie (0-2).

#### Betis Séville (2022-2023)
En fin de contrat avec la Lazio Rome, Luiz Felipe rejoint librement le Betis Séville le 4 juillet 2022. Il signe un contrat courant jusqu'en juin 2027,. Luiz Felipe joue son premier match sous ses nouvelles couleurs le 26 août 2022, entrant en jeu en fin de match lors d'une victoire face au CA Osasuna.
Il participe à 23 rencontres de Liga lors de la saison 2022-2023, étant titularisé à 22 reprises. Il fait partie des hommes forts de Manuel Pellegrini, l'entraîneur, et est acteur du beau parcours du Betis en championnat (6e) et en Ligue Europa, l'équipe se hissant en huitièmes de finales. Elle y est éliminée par Manchester United. Titulaire lors de la rencontre aller à Old Trafford (défaite 4-1), il souffre d'une blessure aux ischio-jambiers et manque la rencontre retour.

#### Al-Ittihad (2023-2025)
Malgré la volonté de Pellegrini de conserver son défenseur central, il est transféré le 7 septembre 2023 au club saoudien Al-Ittihad Club pour un montant de 25 millions d'euros, bonus compris,,. Sa première saison en Arabie saoudite est perturbée par les blessures. Il dispute 18 rencontres de Saudi Pro League, en débutant 17.
Laurent Blanc est nommé entraîneur le 13 juillet 2024 de l'équipe. Freiné par des pépins physiques dès la 1re journée de championnat, il n'entre dès lors plus dans ses plans. D'un commun accord avec Al-Ittihad, il résilie son contrat afin de trouver un nouveau projet.

#### Olympique de Marseille (2025)
Après avoir rompu d'un commun accord son contrat avec le club saoudien, il signe officiellement à Olympique de Marseille le 7 janvier 2025. Le 19 avril 2025, il dispute un match avec la réserve en National 3 contre l'ES Cannet Rocheville (victoire 3-1). Il est remplacé à la mi-temps par Kélian Le Pironnec. Il ne joue que quatre matchs de Ligue 1, gêné par des problèmes physiques. Alors qu'il est engagé jusqu'à l'été 2026, son contrat est résilié le 30 juin 2025.

#### Rayo Vallecano (2025-)
Le 7 juillet 2025, Luiz Felipe signe un contrat d'un an avec le Rayo Vallecano de Madrid. 

### Carrière internationale
En mars 2022, Luiz Felipe est convoqué pour la première fois avec l'équipe nationale d'Italie, par le sélectionneur Roberto Mancini. Il honore sa première sélection avec la Squadra Azzurra le 14 juin 2022 face à l'Allemagne lors de la Ligue des nations, en remplaçant Matteo Politano à la 44e minute de jeu (défaite 2-5),.

## Vie privée
Luiz Felipe doit son nom à son grand-père ainsi qu'à Luiz Felipe Scolari, afin de leur rendre hommage. Proche de son grand-père, justement, il lui rend de nouveau hommage en portant au dos de son maillot pendant les matchs non pas son nom mais "Ramos", celui de son grand-père maternel. Luiz Felipe possède des origines italiennes de part l'un de ses arrière-grand-pères né à Vicence puis émigré au Brésil.

## Statistiques

### En club
| Saison                | Club                   | Championnat           | Championnat | Championnat | Championnat | Coupe(s) nationale(s) | Coupe(s) nationale(s) | Coupe(s) nationale(s) | Supercoupe | Supercoupe | Supercoupe | Compétition(s) continentale(s) | Compétition(s) continentale(s) | Compétition(s) continentale(s) | Compétition(s) continentale(s) | Paulista A1 | Paulista A1 | Paulista A1 | Total | Total | Total |
| Saison                | Club                   | Division              | M.          | B.          | P.d.        | M.                    | B.                    | P.d.                  | M.         | B.         | P.d.       | Comp.                          | M.                             | B.                             | P.d.                           | M.          | B.          | P.d.        | M.    | B.    | P.d.  |
| 2016                  | Ituano FC              | Série D               | -           | -           | -           | 0                     | 0                     | 0                     | -          | -          | -          | -                              | -                              | -                              | -                              | 8           | 0           | 0           | 8     | 0     | 0     |
| 2016-2017             | US Salernitana         | Serie B               | 7           | 1           | 0           | -                     | -                     | -                     | -          | -          | -          | -                              | -                              | -                              | -                              | -           | -           | -           | 7     | 1     | 0     |
| 2017-2018             | Lazio Rome             | Serie A               | 18          | 0           | 0           | 3                     | 0                     | 0                     | 0          | 0          | 0          | C3                             | 10                             | 0                              | 1                              | -           | -           | -           | 31    | 0     | 1     |
| 2018-2019             | Lazio Rome             | Serie A               | 17          | 1           | 1           | 3                     | 0                     | 0                     | -          | -          | -          | C3                             | 5                              | 0                              | 0                              | -           | -           | -           | 25    | 1     | 1     |
| 2019-2020             | Lazio Rome             | Serie A               | 26          | 1           | 1           | 2                     | 0                     | 0                     | 1          | 0          | 0          | C3                             | 1                              | 0                              | 0                              | -           | -           | -           | 30    | 1     | 1     |
| 2020-2021             | Lazio Rome             | Serie A               | 14          | 0           | 0           | -                     | -                     | -                     | -          | -          | -          | C1                             | 4                              | 0                              | 0                              | -           | -           | -           | 18    | 0     | 0     |
| 2021-2022             | Lazio Rome             | Serie A               | 31          | 0           | 0           | 2                     | 0                     | 0                     | -          | -          | -          | C3                             | 7                              | 0                              | 0                              | -           | -           | -           | 40    | 0     | 0     |
| Sous-total            | Sous-total             | Sous-total            | 106         | 2           | 2           | 10                    | 0                     | 0                     | 1          | 0          | 0          | -                              | 27                             | 0                              | 0                              | -           | -           | -           | 144   | 2     | 2     |
| 2022-2023             | Real Betis             | Liga                  | 23          | 0           | 0           | 1                     | 0                     | 0                     | 1          | 0          | 0          | C3                             | 5                              | 0                              | 0                              | -           | -           | -           | 30    | 0     | 0     |
| 2023-2024             | Real Betis             | Liga                  | 4           | 0           | 0           | -                     | -                     | -                     | -          | -          | -          | -                              | -                              | -                              | -                              | -           | -           | -           | 4     | 0     | 0     |
| Sous-total            | Sous-total             | Sous-total            | 27          | 0           | 0           | 1                     | 0                     | 0                     | 1          | 0          | 0          | -                              | 5                              | 0                              | 0                              | -           | -           | -           | 34    | 0     | 0     |
| 2023-2024             | Ittihad Club           | Saudi Pro League      | 18          | 0           | 0           | 2                     | 0                     | 0                     | 2          | 0          | 0          | ACL                            | 5                              | 0                              | 0                              | -           | -           | -           | 27    | 0     | 0     |
| 2024-2025             | Ittihad Club           | Saudi Pro League      | 1           | 0           | 0           | -                     | -                     | -                     | -          | -          | -          | -                              | -                              | -                              | -                              | -           | -           | -           | 1     | 0     | 0     |
| Sous-total            | Sous-total             | Sous-total            | 19          | 0           | 0           | 2                     | 0                     | 0                     | 2          | 0          | 0          | -                              | 5                              | 0                              | 0                              | -           | -           | -           | 28    | 0     | 0     |
| 2024-2025             | Olympique de Marseille | Ligue 1               | 4           | 0           | 0           | -                     | -                     | -                     | -          | -          | -          | -                              | -                              | -                              | -                              | -           | -           | -           | 4     | 0     | 0     |
| Total sur la carrière | Total sur la carrière  | Total sur la carrière | 163         | 3           | 2           | 13                    | 0                     | 0                     | 4          | 0          | 0          | -                              | 37                             | 0                              | 1                              | 8           | 0           | 0           | 225   | 3     | 3     |

### En sélection nationale
| Saison                | Sélection             | Phases finales        | Phases finales | Phases finales | Phases finales | Éliminatoires CDM | Éliminatoires CDM | Éliminatoires CDM | Éliminatoires EURO | Éliminatoires EURO | Éliminatoires EURO | Ligue Nations UEFA | Ligue Nations UEFA | Ligue Nations UEFA | Matchs amicaux | Matchs amicaux | Matchs amicaux | Total | Total | Total |
| Saison                | Sélection             | Compétition           | M              | B              | Pd             | M                 | B                 | Pd                | M                  | B                  | Pd                 | M                  | B                  | Pd                 | M              | B              | Pd             | M     | B     | Pd    |
| --------------------- | --------------------- | --------------------- | -------------- | -------------- | -------------- | ----------------- | ----------------- | ----------------- | ------------------ | ------------------ | ------------------ | ------------------ | ------------------ | ------------------ | -------------- | -------------- | -------------- | ----- | ----- | ----- |
| 2021-2022             | Italie                | -                     | -              | -              | -              | -                 | -                 | -                 | -                  | -                  | -                  | 1                  | 0                  | 0                  | -              | -              | -              | 1     | 0     | 0     |
| 2022-2023             | Italie                | -                     | -              | -              | -              | -                 | -                 | -                 | -                  | -                  | -                  | 0                  | 0                  | 0                  | -              | -              | -              | 0     | 0     | 0     |
| Total sur la carrière | Total sur la carrière | Total sur la carrière | -              | -              | -              | -                 | -                 | -                 | -                  | -                  | -                  | 1                  | 0                  | 0                  | -              | -              | -              | 1     | 0     | 0     |

## Palmarès

### En club
| Lazio (3)                                                                                        | Al-Ittihad Club (1)                                                                            | Olympique de Marseille             |
| ------------------------------------------------------------------------------------------------ | ---------------------------------------------------------------------------------------------- | ---------------------------------- |
| - Coupe d'Italie (1) : - Vainqueur : 2019 - Supercoupe d'Italie (2) : - Vainqueur : 2017 et 2019 | - Saudi Pro League (1) : - Champion : 2025 - Supercoupe d'Arabie saoudite : - Finaliste : 2023 | - Ligue 1 : - Vice-champion : 2025 |